# Haageocereus tenuis
Haageocereus tenuis es una especie de planta fanerógama de las cactáceas. Es originaria de Perú.

## Descripción
La especie Haageocereus tenuis fue descrita por Ritter 1981 y posteriormente por Rauh & Ostolaza 1990, como especie endémica de la costa del departamento de Lima cuya distribución oscila entre los 200 y 450 m s. n. m. y en un rango de 3 km². Crece de manera postrada solo el ápex de los tallos sobresale de la arena, pueden aparecer raíces caulinares y de ese modo la especie continúa su reproducción de manera vegetativa durante todo el año. 
La principal característica de la especie son sus espinas radiales y centrales, y la presencia de tricomas en las espinas visibles con un buen lente de aumento son características de la especie.

## Hábitat
La densidad poblacional de Haageocereus tenuis es baja. Los ejemplares se encuentran muy dispersos y en agregaciones.
Debido a que gran porcentaje de la población cercana a la carretera está muerta, se afirma que esta especie se encuentre en estado crítico por destrucción de hábitat.
La contaminación por acción antropogénica, por desperdicios, construcción de caminos, implementación de granjas de pollos  es la principale causa de la disminución de la población de H. tenuis, además de impedir que crezcan adecuadamente y se diseminen adecuadamente.

## Taxonomía
Haageocereus tenuis fue descrita por  (F.Ritter) Rauh & Ostolaza y publicado en Kakteen in Südamerika 4: 1421. 1981.
Etimología
Haageocereus: nombre genérico  de Haageo en honor al apellido de la familia Haage, cultivadores alemanes, y Cereus = cirio, en referencia a la forma de cirio o columna de sus tallos.
tenuis epíteto latino que significa "delgada, esbelta".